# Saison NBA 2012-2013
Navigation
Saison 2011-2012 Saison 2013-2014
La saison NBA 2012-2013 est la 64e saison de la NBA (67e en comptant les trois saisons BAA). Le NBA All-Star Game 2013 s'est déroulé le 17 février 2013 au Toyota Center de Houston, la salle des Rockets de Houston.
La saison régulière s'achève le mercredi 17 avril 2013 et les playoffs débutent le samedi 20 avril 2013.

## Fait notable d'avant saison
Le 30 avril 2012 les Nets du New Jersey déménagent à Brooklyn et deviennent les Nets de Brooklyn revenant dans la ville représentée par la première équipe qui a rejoint la NBA en 1976 en provenance de l'American Basketball Association. Les Nets joueront leurs matchs au Barclays Center,,. Le premier match a lieu le 3 novembre 2012 contre les Raptors de Toronto.

## Transactions
À partir du 1er juillet 2012, les franchises et les agents libres (free agent en anglais) peuvent signer des contrats.

### Retraites
- le 27 juin 2012, Anthony Parker (Cavaliers de Cleveland).
- le 21 août 2012, Eduardo Nájera (Bobcats de Charlotte).
- le 6 septembre 2012, Brian Scalabrine (Bulls de Chicago).
- le 11 septembre 2012, Brad Miller (Timberwolves du Minnesota).
- le 20 septembre 2012, Keyon Dooling (Celtics de Boston).
- Les Knicks de New York annoncent le 17 avril 2013 que Rasheed Wallace met fin à sa carrière à l'âge de 38 ans[5], sans même jouer les playoffs[6].

### Prolongations de contrat
- Deron Williams prolonge chez les Nets de Brooklyn.
- Blake Griffin prolonge chez les Clippers de Los Angeles.
- Steve Novak prolonge chez les Knicks de New York.
- Rajon Rondo prolonge chez les Celtics de Boston.
- J. R. Smith prolonge chez les Knicks de New York.
- Jordan Hill prolonge chez les Lakers de Los Angeles.

### Échanges
- Kirk Hinrich quitte les Hawks d'Atlanta pour les Bulls de Chicago en échange de Kyle Korver.
- Raymond Felton et Kurt Thomas quittent les Trail Blazers de Portland et reviennent chez les Knicks de New York en échange de Jared Jeffries, Dan Gadzuric et de deux joueurs grecs que les Knicks possédaient.
- Ryan Anderson du Magic d'Orlando est envoyé chez les Pelicans de La Nouvelle-Orléans en échange de Gustavo Ayón.
- Emeka Okafor et Trevor Ariza des Pelicans de La Nouvelle-Orléans vont chez les Wizards de Washington en échange de Rashard Lewis. Ce dernier est coupé par les Hornets puis envoyé chez le Heat de Miami.
- Marcus Camby quitte les Rockets de Houston et revient chez les Knicks de New York en échange de Toney Douglas, de Josh Harrellson et de Jerome Jordan.
- Devin Harris du Jazz de l'Utah va chez les Hawks d'Atlanta en échange de Marvin Williams.
- Kyle Lowry des Rockets de Houston est envoyé chez les Raptors de Toronto en échange de Gary Forbes.
- Joe Johnson des Hawks d'Atlanta est envoyé chez les Nets de Brooklyn en échange de Johan Petro, de Anthony Morrow, de DeShawn Stevenson, de Jordan Farmar et de Jordan Williams.
- Dwight Howard du Magic d'Orlando est envoyé aux Lakers de Los Angeles et, dans le même échange entre 4 équipes, Andrew Bynum des Lakers est envoyé aux 76ers de Philadelphie.

### Arrivées
- Pour connaître les prochains rookies, rendez-vous sur la page de la Draft 2012 de la NBA.
- Brandon Roy fait son retour en NBA et signe chez les Timberwolves du Minnesota.
- Nando de Colo quitte le Valencia BC et signe chez les Spurs de San Antonio.
- James White quitte le Scavolini Pesaro et signe chez les Knicks de New York.
- Alexey Shved quitte le CSKA Moscou et signe chez les Timberwolves du Minnesota.
- Jeff Green fait son retour chez les Celtics de Boston après un an d'arrêt pour problèmes cardiaques.
- Mirza Teletović quitte le Saski Baskonia pour les Nets de Brooklyn.

### Entraîneurs
| Avant la saison           | Avant la saison      | Avant la saison              |
| Équipe                    | Entraîneur 2011-2012 | Entraîneur 2012-2013         |
| ------------------------- | -------------------- | ---------------------------- |
| Bobcats de Charlotte      | Paul Silas           | Mike Dunlap                  |
| Magic d'Orlando           | Stan Van Gundy       | Jacque Vaughn                |
| Trail Blazers de Portland | Kaleb Canales        | Terry Stotts                 |
| En cours de saison        |                      |                              |
| Équipe                    | Ancien entraîneur    | Nouvel entraîneur            |
| Lakers de Los Angeles     | Mike Brown           | Bernie Bickerstaff (intérim) |
| Lakers de Los Angeles     | Bernie Bickerstaff   | Mike D'Antoni                |
| Nets de Brooklyn          | Avery Johnson        | P.J. Carlesimo (intérim)     |
| Bucks de Milwaukee        | Scott Skiles         | Jim Boylan (intérim)         |
| Suns de Phoenix           | Alvin Gentry         | Lindsey Hunter (intérim)     |

- Le 30 avril 2012, les Bobcats de Charlotte (après le plus mauvais bilan d'une saison NBA avec 10,6 % de victoires) annoncent la rupture du contrat d'entraîneur de Paul Silas[7]. Le 18 juin 2012, Michael Jordan (propriétaire des Bobcats) annonce que Mike Dunlap devient le nouvel entraîneur des Bobcats en disant « qu'il voulait un professeur pour ses jeunes joueurs »[8].

- Le 20 mai 2012, à la suite de leur défaite au premier tour des playoffs face aux Pacers de l'Indiana, le Magic d'Orlando limoge son entraîneur Stan Van Gundy[9].

- Le 8 aout 2012, les Trail Blazers de Portland engagent Terry Stotts comme entraîneur, et Kaleb Canales redevient entraîneur adjoint.

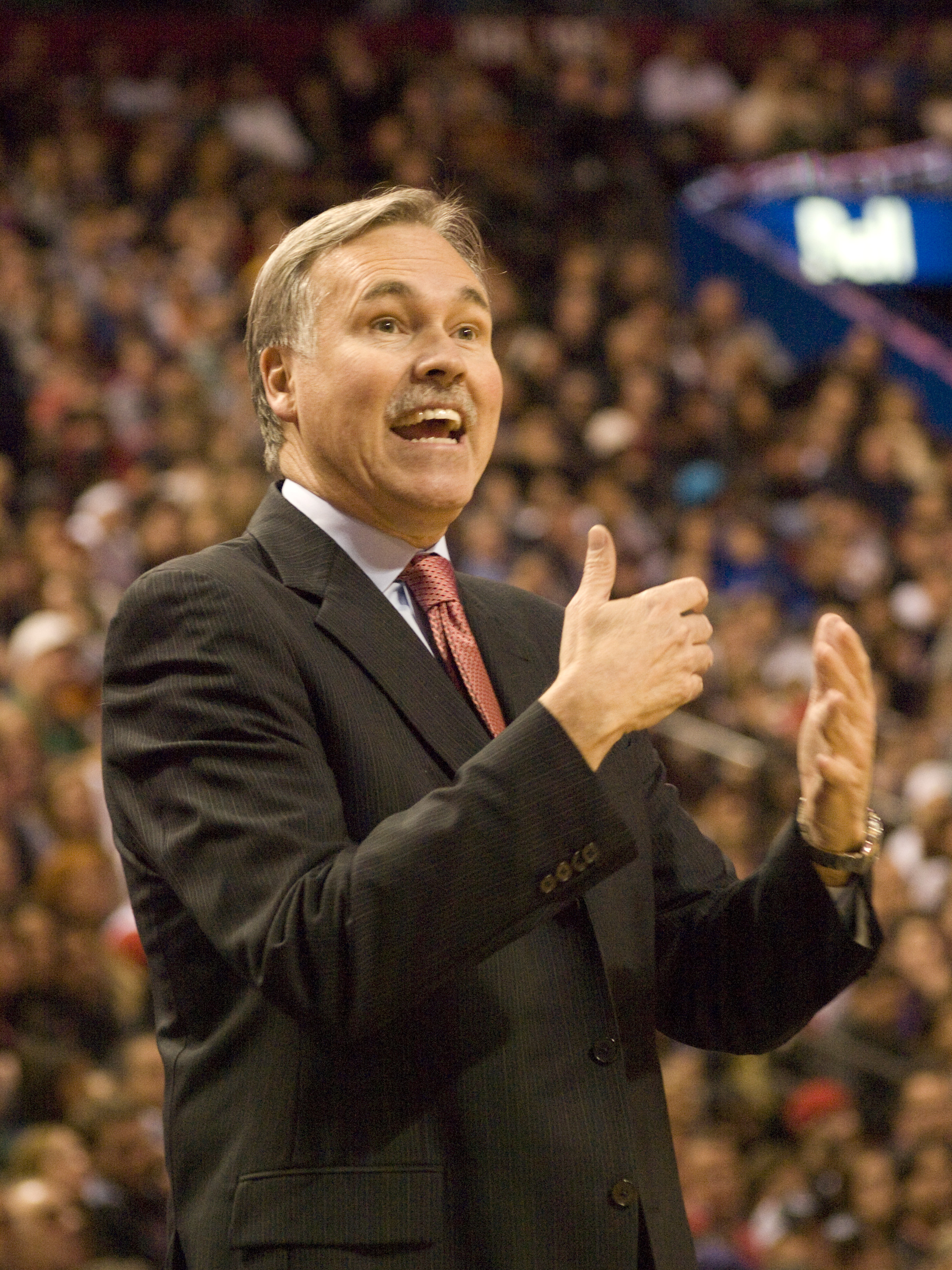
Mike D'Antoni nouvel entraîneur des Lakers de Los Angeles.

- Le 9 novembre 2012, Après 4 défaites en cinq matchs de saison régulière qui suivent les huit revers consécutifs en présaison, Mike Brown est limogé et n'aura pas le temps de mettre en place sa Princeton offense, l'intérim est assuré par Bernie Bickerstaff jusqu'à la signature d'un nouvel entraîneur[10]. Le 12 novembre 2012, Mike D'Antoni devient entraîneur des Lakers pour quatre années[11].

- Le 27 décembre 2012, l'entraîneur des  Nets de Brooklyn, Avery Johnson est limogé par le propriétaire de la franchise, le milliardaire russe Mikhaïl Prokhorov, malgré un bilan équilibré de 14 victoires pour 14 défaites, mais surtout 10 défaites lors des treize derniers matchs. L'intérim est assuré par P.J. Carlesimo[12].

- Le 8 janvier 2013, l'entraîneur des Bucks de Milwaukee, Scott Skiles trouve un accord et démissionne (ce qui lui évitera d'être limogé une troisième fois après ses limogeages de Phoenix en 2002 et Chicago le jour de Noël 2007). Son intérim est assuré par Jim Boylan[13].

- Le 18 janvier 2013, l'entraîneur des Suns de Phoenix, Alvin Gentry et la franchise se séparent d'un commun accord après un bilan de 13 victoires pour 28 défaites (le pire début de saison  pour Gentry)[14]. Son départ entraine également celui de son adjoint Dan Majerle[15]. Lindsey Hunter est nommé entraîneur par intérim.

## Classements
| Champion de division | Qualifié pour les playoffs | Non qualifié pour les playoffs |

Les champions de division sont automatiquement qualifiés pour les playoffs, ainsi que les cinq meilleures franchises de chaque conférence.
À la suite des attentats du marathon de Boston survenus le 15 avril 2013, le match opposant les Celtics de Boston et les Pacers de l'Indiana prévu le lendemain, est annulé et n'est pas reprogrammé car la saison touche à sa fin et les positions des deux clubs sont figées (Pacers 3e et Celtics 7e). Les deux équipes finissent donc la saison avec 81 matchs disputés au lieu de 82. Cette annulation n'a pas d'incidence au classement,.

### Par division
Source : nba.com
| Division Atlantique   | V  | D  | PCT     | GB   | Dom   | Ext   | Div  | Conf  |
| --------------------- | -- | -- | ------- | ---- | ----- | ----- | ---- | ----- |
| Knicks de New York    | 54 | 28 | 65,85 % | -    | 31-10 | 23-18 | 10-6 | 37-15 |
| Nets de Brooklyn      | 49 | 33 | 59,76 % | 05.0 | 26-15 | 23-18 | 11-5 | 36-16 |
| Celtics de Boston     | 41 | 40 | 50,62 % | 12.5 | 27-13 | 14-27 | 7-9  | 27-24 |
| 76ers de Philadelphie | 34 | 48 | 41,46 % | 20.0 | 23-18 | 11-30 | 7-9  | 22-30 |
| Raptors de Toronto    | 34 | 48 | 41,46 % | 20.0 | 21-20 | 13-28 | 5-11 | 22-30 |

| Division Centrale      | V  | D  | PCT     | GB   | Dom   | Ext   | Div  | Conf  |
| ---------------------- | -- | -- | ------- | ---- | ----- | ----- | ---- | ----- |
| Pacers de l'Indiana    | 49 | 32 | 60,49 % | -    | 30-11 | 19-21 | 13-3 | 31-20 |
| Bulls de Chicago       | 45 | 37 | 54,88 % | 04.5 | 24-17 | 21-20 | 9-7  | 34-18 |
| Bucks de Milwaukee     | 38 | 44 | 46,34 % | 11.5 | 21-20 | 17-24 | 7-9  | 24-28 |
| Pistons de Détroit     | 29 | 53 | 35,37 % | 20.5 | 18-23 | 11-30 | 8-8  | 25-27 |
| Cavaliers de Cleveland | 24 | 58 | 29,27 % | 25.5 | 14-27 | 10-31 | 3-13 | 18-34 |

| Division Sud-Est      | V  | D  | PCT     | GB   | Dom   | Ext   | Div  | Conf  |
| --------------------- | -- | -- | ------- | ---- | ----- | ----- | ---- | ----- |
| Heat de Miami         | 66 | 16 | 80,49 % | -    | 37-4  | 29-12 | 15-1 | 41-11 |
| Hawks d'Atlanta       | 44 | 38 | 53,66 % | 22.0 | 25-16 | 19-22 | 11-5 | 29-23 |
| Wizards de Washington | 29 | 53 | 35,37 % | 37.0 | 22-19 | 7-34  | 5-11 | 15-37 |
| Bobcats de Charlotte  | 21 | 61 | 25,61 % | 45.0 | 15-26 | 6-35  | 6-10 | 18-34 |
| Magic d'Orlando       | 20 | 62 | 24,39 % | 46.0 | 12-29 | 8-33  | 3-13 | 10-42 |

| Division Nord-Ouest       | V  | D  | PCT     | GB   | Dom   | Ext   | Div  | Conf  |
| ------------------------- | -- | -- | ------- | ---- | ----- | ----- | ---- | ----- |
| Thunder d'Oklahoma City   | 60 | 22 | 73,17 % | -    | 34-7  | 26-15 | 10-6 | 39-13 |
| Nuggets de Denver         | 57 | 25 | 69,51 % | 03.0 | 38-3  | 19-22 | 11-5 | 38-14 |
| Jazz de l'Utah            | 43 | 39 | 52,44 % | 17.0 | 30-11 | 13-28 | 9-7  | 26-26 |
| Trail Blazers de Portland | 33 | 49 | 40,24 % | 27.0 | 22-19 | 11-30 | 6-10 | 18-34 |
| Timberwolves du Minnesota | 31 | 51 | 37,80 % | 29.0 | 20-21 | 11-30 | 4-12 | 17-35 |

| Division Pacifique       | V  | D  | PCT     | GB   | Dom   | Ext   | Div  | Conf  |
| ------------------------ | -- | -- | ------- | ---- | ----- | ----- | ---- | ----- |
| Clippers de Los Angeles  | 56 | 26 | 68,29 % | -    | 32-9  | 24-17 | 11-5 | 35-17 |
| Warriors de Golden State | 47 | 35 | 57,32 % | 09.0 | 28-13 | 19-22 | 9-7  | 28-24 |
| Lakers de Los Angeles    | 45 | 37 | 54,88 % | 11.0 | 29-12 | 16-25 | 8-8  | 28-24 |
| Kings de Sacramento      | 28 | 54 | 34,17 % | 28.0 | 20-21 | 8-33  | 7-9  | 14-38 |
| Suns de Phoenix          | 25 | 57 | 30,49 % | 31.0 | 17-24 | 8-33  | 5-11 | 17-35 |

| Division Sud-Ouest         | V  | D  | PCT     | GB   | Dom   | Ext   | Div  | Conf  |
| -------------------------- | -- | -- | ------- | ---- | ----- | ----- | ---- | ----- |
| Spurs de San Antonio       | 58 | 24 | 70,73 % | -    | 35-6  | 23-18 | 12-4 | 33-19 |
| Grizzlies de Memphis       | 56 | 26 | 68,29 % | 02.0 | 32-9  | 24-17 | 10-6 | 34-18 |
| Rockets de Houston         | 45 | 37 | 54,88 % | 13.0 | 29-12 | 16-25 | 6-10 | 24-28 |
| Mavericks de Dallas        | 41 | 41 | 50,00 % | 17.0 | 24-17 | 17-24 | 7-9  | 24-28 |
| Hornets de la Nlle-Orléans | 27 | 55 | 32,93 % | 31.0 | 16-25 | 11-30 | 5-11 | 15-37 |

### Par conférence
Source : nba.com
| Conférence Est | Conférence Est            | Conférence Est | Conférence Est | Conférence Est | Conférence Est |  |
| No             | Franchise                 | Vic.           | Déf.           | % V/D          | RV             |  |
| -------------- | ------------------------- | -------------- | -------------- | -------------- | -------------- |  |
| 1              | Heat de Miami             | 66             | 16             | 80,49 %        | -              |  |
| 2              | Knicks de New York        | 54             | 28             | 65,85 %        | 12.0           |  |
| 3              | Pacers de l'Indiana (a)   | 49             | 32             | 60,49 %        | 16.5           |  |
| 4              | Nets de Brooklyn          | 49             | 33             | 59,76 %        | 17.0           |  |
| 5              | Bulls de Chicago          | 45             | 37             | 54,88 %        | 21.0           |  |
| 6              | Hawks d'Atlanta           | 44             | 38             | 53,66 %        | 22.0           |  |
| 7              | Celtics de Boston (a)     | 41             | 40             | 50,62 %        | 24.5           |  |
| 8              | Bucks de Milwaukee        | 38             | 44             | 46,34 %        | 28.0           |  |
|                |                           |                |                |                |                |  |
| 9              | 76ers de Philadelphie (b) | 34             | 48             | 41,46 %        | 32.0           |  |
| 10             | Raptors de Toronto (b)    | 34             | 48             | 41,46 %        | 32.0           |  |
| 11             | Pistons de Détroit (c)    | 29             | 53             | 35,37 %        | 37.0           |  |
| 12             | Wizards de Washington (c) | 29             | 53             | 35,37 %        | 37.0           |  |
| 13             | Cavaliers de Cleveland    | 24             | 58             | 29,27 %        | 42.0           |  |
| 14             | Bobcats de Charlotte      | 21             | 61             | 25,61 %        | 45.0           |  |
| 15             | Magic d'Orlando           | 20             | 62             | 24,39 %        | 46.0           |  |

| Conférence Ouest | Conférence Ouest               | Conférence Ouest | Conférence Ouest | Conférence Ouest | Conférence Ouest |  |
| No               | Franchise                      | Vic.             | Def.             | % V/D            | RV               |  |
| ---------------- | ------------------------------ | ---------------- | ---------------- | ---------------- | ---------------- |  |
| 1                | Thunder d'Oklahoma City        | 60               | 22               | 73,17 %          | -                |  |
| 2                | Spurs de San Antonio           | 58               | 24               | 70,73 %          | 02.0             |  |
| 3                | Nuggets de Denver              | 57               | 25               | 69,51 %          | 03.0             |  |
| 4                | Clippers de Los Angeles (a)    | 56               | 26               | 68,29 %          | 04.0             |  |
| 5                | Grizzlies de Memphis (a)       | 56               | 26               | 68,29 %          | 04.0             |  |
| 6                | Warriors de Golden State       | 47               | 35               | 57,32 %          | 13.0             |  |
| 7                | Lakers de Los Angeles (b)      | 45               | 37               | 54,88 %          | 15.0             |  |
| 8                | Rockets de Houston (b)         | 45               | 37               | 54,88 %          | 15.0             |  |
|                  |                                |                  |                  |                  |                  |  |
| 9                | Jazz de l'Utah                 | 43               | 39               | 52,44 %          | 17.0             |  |
| 10               | Mavericks de Dallas            | 41               | 41               | 50,00 %          | 19.0             |  |
| 11               | Trail Blazers de Portland      | 33               | 49               | 40,24 %          | 27.0             |  |
| 12               | Timberwolves du Minnesota      | 31               | 51               | 37,80 %          | 29.0             |  |
| 13               | Kings de Sacramento            | 28               | 54               | 34,17 %          | 32.0             |  |
| 14               | Hornets de la Nouvelle-Orléans | 27               | 55               | 32,93 %          | 33.0             |  |
| 15               | Suns de Phoenix                | 25               | 57               | 30,49 %          | 35.0             |  |

## Play-offs
Les playoffs sont disputés par les huit équipes les mieux classées de la conférence Est et par les huit les mieux classées de la conférence Ouest. Le tableau suivant résume les résultats.

### Tableau
|  | 1er tour         | 1er tour                 | 1er tour             |   |                         | Demi-finales de Conférence | Demi-finales de Conférence | Demi-finales de Conférence |  |   | Finales de Conférence | Finales de Conférence | Finales de Conférence |  |    | Finales NBA   | Finales NBA | Finales NBA |
|  |                  |                          |                      |   |                         |                            |                            |                            |  |   |                       |                       |                       |  |    |               |             |             |
|  | 1                | Heat de Miami            | 4                    |   |                         |                            |                            |                            |  |   |                       |                       |                       |  |    |               |             |             |
|  | 8                | Bucks de Milwaukee       | 0                    |   |                         |                            |                            |                            |  |   |                       |                       |                       |  |    |               |             |             |
|  | 8                | Bucks de Milwaukee       | 0                    |   | 1                       | Heat de Miami              | 4                          |                            |  |   |                       |                       |                       |  |    |               |             |             |
|  |                  |                          |                      |   | 1                       | Heat de Miami              | 4                          |                            |  |   |                       |                       |                       |  |    |               |             |             |
|  |                  | 5                        | Bulls de Chicago     | 1 |                         |                            |                            |                            |  |   |                       |                       |                       |  |    |               |             |             |
|  | 4                | 5                        | Bulls de Chicago     | 1 | Nets de Brooklyn        | 3                          |                            |                            |  |   |                       |                       |                       |  |    |               |             |             |
|  | 4                |                          |                      |   | Nets de Brooklyn        | 3                          |                            |                            |  |   |                       |                       |                       |  |    |               |             |             |
|  | 5                | Bulls de Chicago         | 4                    |   |                         |                            |                            |                            |  |   |                       |                       |                       |  |    |               |             |             |
|  | 5                | Bulls de Chicago         | 4                    |   |                         |                            |                            |                            |  | 1 | Heat de Miami         | 4                     |                       |  |    |               |             |             |
|  | Conférence Est   |                          |                      |   |                         |                            |                            |                            |  | 1 | Heat de Miami         | 4                     |                       |  |    |               |             |             |
|  |                  | 3                        | Pacers de l'Indiana  | 3 |                         |                            |                            |                            |  |   |                       |                       |                       |  |    |               |             |             |
|  | 3                | 3                        | Pacers de l'Indiana  | 3 | Pacers de l'Indiana     | 4                          |                            |                            |  |   |                       |                       |                       |  |    |               |             |             |
|  | 3                |                          |                      |   | Pacers de l'Indiana     | 4                          |                            |                            |  |   |                       |                       |                       |  |    |               |             |             |
|  | 6                | Hawks d'Atlanta          | 2                    |   |                         |                            |                            |                            |  |   |                       |                       |                       |  |    |               |             |             |
|  | 6                | Hawks d'Atlanta          | 2                    |   | 3                       | Pacers de l'Indiana        | 4                          |                            |  |   |                       |                       |                       |  |    |               |             |             |
|  |                  |                          |                      |   | 3                       | Pacers de l'Indiana        | 4                          |                            |  |   |                       |                       |                       |  |    |               |             |             |
|  |                  | 2                        | Knicks de New York   | 2 |                         |                            |                            |                            |  |   |                       |                       |                       |  |    |               |             |             |
|  | 2                | 2                        | Knicks de New York   | 2 | Knicks de New York      | 4                          |                            |                            |  |   |                       |                       |                       |  |    |               |             |             |
|  | 2                |                          |                      |   | Knicks de New York      | 4                          |                            |                            |  |   |                       |                       |                       |  |    |               |             |             |
|  | 7                | Celtics de Boston        | 2                    |   |                         |                            |                            |                            |  |   |                       |                       |                       |  |    |               |             |             |
|  | 7                | Celtics de Boston        | 2                    |   |                         |                            |                            |                            |  |   |                       |                       |                       |  | E1 | Heat de Miami | 4           |             |
|  |                  |                          |                      |   |                         |                            |                            |                            |  |   |                       |                       |                       |  | E1 | Heat de Miami | 4           |             |
|  |                  | W2                       | Spurs de San Antonio | 3 |                         |                            |                            |                            |  |   |                       |                       |                       |  |    |               |             |             |
|  | 1                | W2                       | Spurs de San Antonio | 3 | Thunder d'Oklahoma City | 4                          |                            |                            |  |   |                       |                       |                       |  |    |               |             |             |
|  | 1                |                          |                      |   | Thunder d'Oklahoma City | 4                          |                            |                            |  |   |                       |                       |                       |  |    |               |             |             |
|  | 8                | Rockets de Houston       | 2                    |   |                         |                            |                            |                            |  |   |                       |                       |                       |  |    |               |             |             |
|  | 8                | Rockets de Houston       | 2                    |   | 1                       | Thunder d'Oklahoma City    | 1                          |                            |  |   |                       |                       |                       |  |    |               |             |             |
|  |                  |                          |                      |   | 1                       | Thunder d'Oklahoma City    | 1                          |                            |  |   |                       |                       |                       |  |    |               |             |             |
|  |                  | 5                        | Grizzlies de Memphis | 4 |                         |                            |                            |                            |  |   |                       |                       |                       |  |    |               |             |             |
|  | 4                | 5                        | Grizzlies de Memphis | 4 | Clippers de Los Angeles | 2                          |                            |                            |  |   |                       |                       |                       |  |    |               |             |             |
|  | 4                |                          |                      |   | Clippers de Los Angeles | 2                          |                            |                            |  |   |                       |                       |                       |  |    |               |             |             |
|  | 5                | Grizzlies de Memphis     | 4                    |   |                         |                            |                            |                            |  |   |                       |                       |                       |  |    |               |             |             |
|  | 5                | Grizzlies de Memphis     | 4                    |   |                         |                            |                            |                            |  | 5 | Grizzlies de Memphis  | 0                     |                       |  |    |               |             |             |
|  | Conférence Ouest |                          |                      |   |                         |                            |                            |                            |  | 5 | Grizzlies de Memphis  | 0                     |                       |  |    |               |             |             |
|  |                  | 2                        | Spurs de San Antonio | 4 |                         |                            |                            |                            |  |   |                       |                       |                       |  |    |               |             |             |
|  | 3                | 2                        | Spurs de San Antonio | 4 | Nuggets de Denver       | 2                          |                            |                            |  |   |                       |                       |                       |  |    |               |             |             |
|  | 3                |                          |                      |   | Nuggets de Denver       | 2                          |                            |                            |  |   |                       |                       |                       |  |    |               |             |             |
|  | 6                | Warriors de Golden State | 4                    |   |                         |                            |                            |                            |  |   |                       |                       |                       |  |    |               |             |             |
|  | 6                | Warriors de Golden State | 4                    |   | 6                       | Warriors de Golden State   | 2                          |                            |  |   |                       |                       |                       |  |    |               |             |             |
|  |                  |                          |                      |   | 6                       | Warriors de Golden State   | 2                          |                            |  |   |                       |                       |                       |  |    |               |             |             |
|  |                  | 2                        | Spurs de San Antonio | 4 |                         |                            |                            |                            |  |   |                       |                       |                       |  |    |               |             |             |
|  | 2                | 2                        | Spurs de San Antonio | 4 | Spurs de San Antonio    | 4                          |                            |                            |  |   |                       |                       |                       |  |    |               |             |             |
|  | 2                |                          |                      |   | Spurs de San Antonio    | 4                          |                            |                            |  |   |                       |                       |                       |  |    |               |             |             |
|  | 7                | Lakers de Los Angeles    | 0                    |   |                         |                            |                            |                            |  |   |                       |                       |                       |  |    |               |             |             |

## Leaders statistiques de la saison régulière
Pour pouvoir être classé et prétendre au titre de meilleur de la ligue dans une catégorie de statistique, le joueur doit répondre à un minimum de critères édictés dans le Rate Statistic Requirements.
Source: NBA.com  Mise à jour : Après matchs du 17 avril 2013, au terme de la saison 2012-2013
| Catégorie                       | Joueur          | Équipe                   | Statistique |
| ------------------------------- | --------------- | ------------------------ | ----------- |
| Points par match ,              | Carmelo Anthony | Knicks de New York       | 28,66       |
| Rebonds par match,              | Dwight Howard   | Lakers de Los Angeles    | 12,43       |
| Passes par match,               | Rajon Rondo     | Celtics de Boston        | 11,05       |
| Interceptions par match,        | Chris Paul      | Clippers de Los Angeles  | 2,41        |
| Contres par match,              | Serge Ibaka     | Thunder d'Oklahoma City  | 3,02        |
| Minutes jouées par match,       | Luol Deng       | Bulls de Chicago         | 38,71       |
| Pourcentage de réussite,        | DeAndre Jordan  | Clippers de Los Angeles  | 64,34 %     |
| Pourcentage à 3 points          | José Calderon   | Pistons de Détroit       | 46,10 %     |
| Pourcentage aux lancers-francs, | Kevin Durant    | Thunder d'Oklahoma City  | 90,53 %     |
| Double-double                   | David Lee       | Warriors de Golden State | 56          |
| Triple-double                   | Rajon Rondo     | Celtics de Boston        | 5           |

## Faits notables

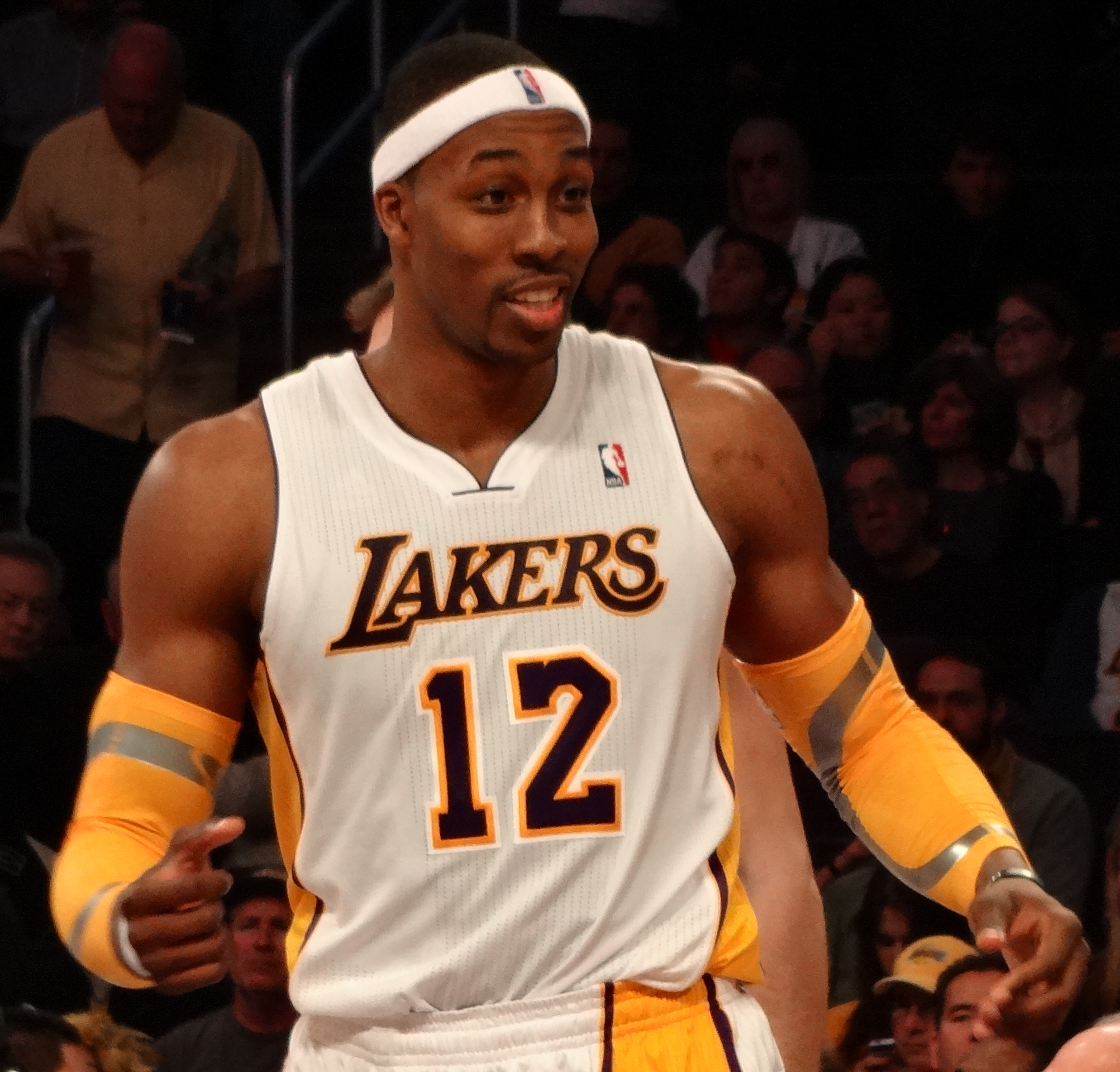
Dwight Howard avec le maillot des Lakers en avant-saison.

Le Magic d'Orlando négocie pour envoyer le pivot Dwight Howard aux Lakers de Los Angeles. Les Lakers envoient ensuite Andrew Bynum aux 76ers de Philadelphie, qui à leur tour envoient Andre Iguodala aux Nuggets de Denver. Une autre transaction s'effectue aux Lakers avec le meneur vedette des Suns de Phoenix, Steve Nash qui arrive à Los Angeles. Lors de ces deux transactions les Lakers cèdent quatre choix de draft au total. C'est la quatrième fois de l'histoire de la NBA qu'une franchise acquiert la même saison deux joueurs ayant été sélectionnés au moins six fois aux NBA All-Star Game.
La dernière transaction avant la saison régulière, concerne le Thunder d'Oklahoma City qui envoie le meilleur sixième homme de l'année James Harden, Daequan Cook, Lazar Hayward et Cole Aldrich aux Rockets de Houston en échange de Kevin Martin, Jeremy Lamb, et trois futurs choix de draft.
Les Nets du New Jersey déménagent la franchise à Brooklyn et deviennent les Nets de Brooklyn pour un retour dans la ville dans laquelle l'équipe a rejoint la NBA en 1976 (sous l'appellation Nets de New York). Les Nets jouent au Barclays Center. Le premier match à domicile aurait dû les opposer aux Knicks de New York le 1er novembre, mais en raison des dommages causés par l'ouragan Sandy, il a été reporté au 26 novembre. Finalement les Nets ouvrent la nouvelle saison à Brooklyn contre les Raptors de Toronto le 3 novembre, remportant le match par un score de 107-100.
La salle des Kings de Sacramento le Power Balance Pavillon, est renommée Sleep Train Arena le 1er novembre. Les droits sur le nom de l'aréna ont été acquis par la société The Sleep Train (en) matelas à la suite des problèmes juridiques de Power Balance.
Le 30 novembre 2012, les Spurs de San Antonio reçoivent une amende 250 000 dollars pour avoir mis au repos Tim Duncan, Tony Parker, Manu Ginóbili et Danny Green avant la rencontre contre le champion sortant le Heat de Miami, David Stern estimant que la décision de Gregg Popovich était « contraire au meilleur intérêt de la NBA ».
Le 17 avril 2013 est la dernière journée de la saison et la seule où les 30 équipes jouent le même jour. L'enjeu le plus important est la huitième place qualificative dans la conférence Ouest entre les Lakers de Los Angeles (qui reçoivent les Rockets de Houston) et le Jazz de l'Utah (qui se déplace chez les Grizzlies de Memphis) et avant cette ultime journée les Lakers ont l'avantage 44-37 contre 43-38 pour le Jazz. L'autre enjeu dans la conférence Est est l'attribution des 5e et 6e places entre deux franchises à égalité 44-37 les Bulls de Chicago (qui reçoivent les Wizards de Washington) et les Hawks d'Atlanta (qui se déplacent chez les Knicks de New York).

## Records de la saison

### Individuels
- Le 31 octobre 2012 : Damian Lillard avec 23 points à 7/17 aux tirs, plus 11 passes et 3 rebonds devient le troisième joueur de l’histoire à réussir un double double pour son premier match en NBA. Les deux autres étant Oscar Robertson en 1960 et Isiah Thomas en 1981[37].

- Le 4 novembre 2012 : James Harden inscrit 37 et 45 points lors de ses deux premiers matchs avec les Rockets de Houston et rejoint Michael Jordan et Wilt Chamberlain comme joueur ayant inscrit au moins 82 points lors des deux premières rencontres d'une saison régulière[38].

- Le 5 décembre 2012 : Kobe Bryant devient le plus jeune joueur de l'histoire à inscrire 30 000 points en carrière[39] et le 5e joueur avec les trois joueurs des Lakers Wilt Chamberlain, Kareem Abdul-Jabbar et Karl Malone et le joueur des Bulls de Chicago Michael Jordan à marquer plus de 30 000 points dans une seule franchise grâce à ses 29 points lors de la victoire de son équipe sur les Hornets de la Nouvelle-Orléans.

- Ce même jour son coéquipier Metta World Peace devient le 6e joueur (avec Gary Payton, Reggie Miller, Jason Kidd, Paul Pierce et Bryant lui-même) à enregistrer 12 000 points, 4 000 rebonds, 1 500 interceptions et 1 000 paniers à trois points.
- Le 16 décembre 2012 : Nicolas Batum des Trail Blazers de Portland est le premier joueur depuis Jamaal Tinsley avec les Pacers de l'Indiana le 16 novembre 2001 à faire plus de 10 passes, 5 interceptions et 5 contres lors de la victoire de son équipe contre les Hornets, il réalise le 16e five-by-five de l'histoire et est le neuvième joueur à réaliser cette performance[40].

- Le 8 janvier 2013 : Steve Nash devient le 5e joueur de l'histoire avec John Stockton, Jason Kidd, Mark Jackson et Magic Johnson à dépasser la barre des 10 000 passes décisives malgré la défaite des Lakers chez les Rockets de Houston 112 à 125[41].

- Le 12 janvier 2013 : les Suns de Phoenix deviennent la 4e franchise de l'histoire après les Lakers de Minneapolis/Los Angeles, Celtics de Boston et Nationals de Syracuse/76ers de Philadelphie à atteindre les 2 000 victoires le plus rapidement lors leur victoire chez les Bulls de Chicago 97 à 81[42].

- Le 16 janvier 2013 : LeBron James devient le plus jeune joueur de l'histoire à dépasser la barre des 20 000 points lors de la victoire de Miami chez les Warriors de Golden State 92 à 75[43].

- Le 30 mars 2013 : Kobe Bryant devient le 4e meilleur marqueur de l'histoire de la NBA en dépassant Wilt Chamberlain lors de la victoire des Lakers contre les Kings de Sacramento 103 à 98 en inscrivant 19 points accompagnés de 14 passes décisives[44].

- Le 17 avril 2013 : Stephen Curry améliore le record de tirs à trois points réussis en saison régulière lors du dernier match de la saison lors d'une victoire 99 à 88 des Warriors de Golden State contre les Trail Blazers de Portland, avec 272 tirs inscrits il bat le record jusque-là détenu par Ray Allen (269)[45].

- Le 23 mai 2013 : Kobe Bryant rejoint Karl Malone pour le plus grand nombre de All-NBA First Team en carrière avec 11 sélections, il égalise au passage Kareem Abdul-Jabbar avec 15 sélections en All-NBA Team[46].

- Le 16 juin 2013 : Danny Green bat le record de Ray Allen du plus grand nombre de trois points inscrits lors des Finales NBA, avec 25 tirs marqués pour 38 tentatives en seulement 5 matchs. Il dépasse les 22 d'Allen qui l'avait réalisé en 6 matchs lors des Finales 2008[47].

| Catégorie                   | Joueur                                     | Équipe                                                     | Statistique                           | Date                                      |
| --------------------------- | ------------------------------------------ | ---------------------------------------------------------- | ------------------------------------- | ----------------------------------------- |
| Minutes                     | DeMar DeRozan                              | Raptors de Toronto                                         | 60                                    | 12 novembre 2012                          |
| Points                      | Stephen Curry                              | Warriors de Golden State                                   | 54                                    | 27 février 2013                           |
| Rebonds                     | Nikola Vučević                             | Magic d'Orlando                                            | 29                                    | 31 décembre 2012                          |
| Rebonds défensifs           | Dwight Howard                              | Lakers de Los Angeles                                      | 23                                    | 6 janvier 2013                            |
| Rebonds offensifs           | Anderson Varejão Amir Johnson Reggie Evans | Cavaliers de Cleveland Raptors de Toronto Nets de Brooklyn | 12                                    | 21 novembre 2012 4 mars 2013 27 mars 2013 |
| Passes décisives            | Rajon Rondo                                | Celtics de Boston                                          | 20                                    | 17 novembre 2012 9 novembre 2012          |
| Interceptions               | Kemba Walker Ricky Rubio                   | Bobcats de Charlotte Timberwolves du Minnesota             | 8                                     | 10 novembre 2012 3 avril 2013             |
| Contres                     | Roy Hibbert Joakim Noah                    | Pacers de l'Indiana Bulls de Chicago                       | 11                                    | 21 novembre 2012 1er mars 2013            |
| Balles perdues              | Kobe Bryant                                | Lakers de Los Angeles                                      | 10                                    | 27 novembre 2012                          |
| Tirs marqués                | Dwyane Wade                                | Heat de Miami                                              | 19 (sur 28 tentés)                    | 26 février 2013                           |
| Tirs tentés                 | Kobe Bryant                                | Lakers de Los Angeles                                      | 41 (dont 16 marqués)                  | 22 décembre 2012                          |
| Tirs à trois points marqués | Stephen Curry Deron Williams               | Warriors de Golden State Nets de Brooklyn                  | 11 (sur 13 tentés) 11 (sur 16 tentés) | 28 février 2013 8 mars 2013               |
| Tirs à trois points tentés  | Deron Williams                             | Nets de Brooklyn                                           | 16 (dont 11 marqués)                  | 8 mars 2013                               |
| Lancers francs marqués      | Dwight Howard                              | Lakers de Los Angeles                                      | 25 (sur 39 tentés)                    | 12 mars 2013                              |
| Lancers francs tentés       | Dwight Howard                              | Lakers de Los Angeles                                      | 39 (dont 25 marqués)                  | 12 mars 2013                              |

## Récompenses

### Trophées annuels
| - Most Valuable Player : LeBron James, Heat de Miami, - Rookie of the Year : Damian Lillard, Trail Blazers de Portland - Defensive Player of the Year : Marc Gasol, Grizzlies de Memphis - NBA Sixth Man of the Year Award : J. R. Smith, Knicks de New York - Most Improved Player : Paul George, Pacers de l'Indiana - Coach of the Year : George Karl, Nuggets de Denver - Executive of the Year : Masai Ujiri, Nuggets de Denver - NBA Sportsmanship Award : Jason Kidd, Knicks de New York - J. Walter Kennedy Citizenship Award : Kenneth Faried, Nuggets de Denver - Twyman-Stokes Teammate of the Year Award : Chauncey Billups, Clippers de Los Angeles |

| - All-NBA First Team : - F Kevin Durant, Thunder d'Oklahoma City - F LeBron James, Heat de Miami - C Tim Duncan, Spurs de San Antonio - G Kobe Bryant, Lakers de Los Angeles - G Chris Paul, Clippers de Los Angeles | - All-NBA Second Team : - F Carmelo Anthony, Knicks de New York - F Blake Griffin, Clippers de Los Angeles - C Marc Gasol, Grizzlies de Memphis - G Russell Westbrook, Thunder d'Oklahoma City - G Tony Parker, Spurs de San Antonio | - All-NBA Third Team : - F Paul George, Pacers de l'Indiana - F David Lee, Warriors de Golden State - C Dwight Howard, Lakers de Los Angeles - G Dwyane Wade, Heat de Miami - G James Harden, Rockets de Houston |

| - NBA All-Defensive First Team : - F LeBron James, Heat de Miami - F Serge Ibaka, Thunder d'Oklahoma City - C Tyson Chandler, Knicks de New York - C Joakim Noah, Bulls de Chicago - G Tony Allen, Grizzlies de Memphis - G Chris Paul, Clippers de Los Angeles | - NBA All-Defensive Second Team : - F Tim Duncan, Spurs de San Antonio - F Paul George, Pacers de l'Indiana - C Marc Gasol, Grizzlies de Memphis - G Avery Bradley, Celtics de Boston - G Mike Conley, Grizzlies de Memphis |

| - NBA All-Rookie First Team - Damian Lillard, Trail Blazers de Portland - Dion Waiters, Cavaliers de Cleveland - Bradley Beal, Wizards de Washington - Harrison Barnes, Warriors de Golden State - Anthony Davis, Hornets de la Nouvelle-Orleans | - NBA All-Rookie Second Team : - Jonas Valančiūnas, Raptors de Toronto - Michael Kidd-Gilchrist, Bobcats de Charlotte - Andre Drummond, Pistons de Détroit - Kyle Singler, Pistons de Detroit - Tyler Zeller, Cavaliers de Cleveland |

- MVP des Finales : LeBron James, Heat de Miami[61]

### Joueurs de la semaine
| Semaine           | Conférence Est                              | Conférence Ouest                                       | Réf.   |
| ----------------- | ------------------------------------------- | ------------------------------------------------------ | ------ |
| 30 oct. – 4 nov.  | Brandon Jennings (Bucks de Milwaukee) (1/2) | James Harden (Rockets de Houston) (1/3)                | [ 62 ] |
| 5 nov. – 11 nov.  | LeBron James (Heat de Miami) (1/6)          | Kenneth Faried (Nuggets de Denver) (1/1)               | [ 63 ] |
| 12 nov. – 18 nov. | LeBron James (Heat de Miami) (2/6)          | Kevin Durant (Thunder d'Oklahoma City) (1/4)           | [ 64 ] |
| 19 nov. – 25 nov. | Al Horford (Hawks d'Atlanta) (1/1)          | Tim Duncan (Spurs de San Antonio) (1/1)                | [ 66 ] |
| 26 nov. – 2 déc.  | Carmelo Anthony (Knicks de New York) (1/4)  | Kevin Durant (Thunder d'Oklahoma City) (2/4)           | [ 67 ] |
| 3 déc. – 9 déc.   | Josh Smith (Hawks d'Atlanta) (1/1)          | Blake Griffin (Clippers de Los Angeles) (1/1)          | [ 68 ] |
| 10 déc. – 16 déc. | Paul George (Pacers de l'Indiana) (1/1)     | David Lee (Warriors de Golden State) (1/2)             | [ 69 ] |
| 17 déc. – 23 déc. | LeBron James (Heat de Miami) (3/6)          | Chris Paul (Clippers de Los Angeles) (1/1)             | [ 70 ] |
| 24 déc. – 30 déc. | Monta Ellis (Bucks de Milwaukee) (1/2)      | Greivis Vásquez (Hornets de la Nouvelle-Orléans) (1/1) | [ 71 ] |
| 31 déc. – 6 jan.  | Carmelo Anthony (Knicks de New York) (2/4)  | James Harden (Rockets de Houston) (2/3)                | [ 72 ] |
| 7 jan. – 13 jan.  | Brandon Jennings (Bucks de Milwaukee) (2/2) | Kevin Durant (Thunder d'Oklahoma City) (3/4)           | [ 73 ] |
| 14 jan. – 20 jan. | Carlos Boozer (Bulls de Chicago) (1/1)      | Kevin Durant (Thunder d'Oklahoma City) (4/4)           | [ 74 ] |
| 21 jan. – 26 jan. | Kyrie Irving (Cavaliers de Cleveland) (1/1) | Tony Parker (Spurs de San Antonio) (1/1)               | [ 75 ] |
| 28 jan. – 3 fév.  | Nate Robinson (Bulls de Chicago) (1/1)      | David Lee (Warriors de Golden State) (2/2)             | [ 76 ] |
| 4 fév. – 10 fév.  | LeBron James (Heat de Miami) (4/6)          | Russell Westbrook (Thunder d'Oklahoma City) (1/1)      | [ 77 ] |
| 19 fév. – 24 fév. | LeBron James (Heat de Miami) (5/6)          | Kobe Bryant (Lakers de Los Angeles) (1/3)              | [ 78 ] |
| 25 fév. – 3 mar.  | Monta Ellis (Bucks de Milwaukee) (2/2)      | Ty Lawson (Nuggets de Denver) (1/1)                    | [ 79 ] |
| 4 mar. – 10 mar.  | Dwyane Wade (Heat de Miami) (1/1)           | Kobe Bryant (Lakers de Los Angeles) (2/3)              | [ 80 ] |
| 11 mar. – 17 mar. | John Wall (Wizards de Washington) (1/1)     | LaMarcus Aldridge (Trail Blazers de Portland) (1/1)    | [ 81 ] |
| 18 mar. – 24 mar. | LeBron James (Heat de Miami) (6/6)          | James Harden (Rockets de Houston) (3/3)                | [ 82 ] |
| 25 mar. – 31 mar. | J. R. Smith (Knicks de New York) (1/1)      | Al Jefferson (Jazz de l'Utah) (1/1)                    | [ 83 ] |
| 1er avr. – 7 avr. | Carmelo Anthony (Knicks de New York) (3/4)  | Nikola Peković (Timberwolves du Minnesota) (1/1)       | [ 84 ] |
| 8 avr. – 14 avr.  | Carmelo Anthony (Knicks de New York) (4/4)  | Kobe Bryant (Lakers de Los Angeles) (3/3)              | [ 85 ] |

### Joueurs du mois
| mois               | Conférence Est                             | Conférence Ouest                               | Réf.   |
| ------------------ | ------------------------------------------ | ---------------------------------------------- | ------ |
| octobre - novembre | LeBron James (Heat de Miami) (1/5)         | Kevin Durant (Thunder d'Oklahoma City) (1/2)   | [ 86 ] |
| décembre           | LeBron James (Heat de Miami) (2/5)         | Chris Paul (Clippers de Los Angeles) (1/1)     | [ 87 ] |
| janvier            | LeBron James (Heat de Miami) (3/5)         | Tony Parker (Spurs de San Antonio) (1/1)       | [ 88 ] |
| février            | LeBron James (Heat de Miami) (4/5)         | Kobe Bryant (Lakers de Los Angeles) (1/1)      | [ 89 ] |
| mars               | LeBron James (Heat de Miami) (5/5)         | Kevin Durant (Thunder d'Oklahoma City) (2/2)   | [ 90 ] |
| avril              | Carmelo Anthony (Knicks de New York) (1/1) | Stephen Curry (Warriors de Golden State) (1/1) | [ 91 ] |

### Rookies du mois
| mois               | Conférence Est                                      | Conférence Ouest                                 | Réf.   |
| ------------------ | --------------------------------------------------- | ------------------------------------------------ | ------ |
| octobre - novembre | Michael Kidd-Gilchrist (Bobcats de Charlotte) (1/1) | Damian Lillard (Trail Blazers de Portland) (1/6) | [ 92 ] |
| décembre           | Bradley Beal (Wizards de Washington) (1/2)          | Damian Lillard (Trail Blazers de Portland) (2/6) | [ 93 ] |
| janvier            | Bradley Beal (Wizards de Washington) (2/2)          | Damian Lillard (Trail Blazers de Portland) (3/6) | [ 94 ] |
| février            | Dion Waiters (Cavaliers de Cleveland) (1/1)         | Damian Lillard (Trail Blazers de Portland) (4/6) | [ 95 ] |
| mars               | Jonas Valančiūnas (Raptors de Toronto) (1/1)        | Damian Lillard (Trail Blazers de Portland) (5/6) | [ 96 ] |
| avril              | Chris Copeland (Knicks de New York) (1/1)           | Damian Lillard (Trail Blazers de Portland) (6/6) | [ 97 ] |

### Entraîneurs du mois
| mois               | Conférence Est                          | Conférence Ouest                                | Réf.    |
| ------------------ | --------------------------------------- | ----------------------------------------------- | ------- |
| octobre - novembre | Avery Johnson (Nets de Brooklyn) (1/1)  | Lionel Hollins (Grizzlies de Memphis) (1/2)     | [ 98 ]  |
| décembre           | Larry Drew (Hawks d'Atlanta) (1/1)      | Vinny Del Negro (Clippers de Los Angeles) (1/1) | [ 99 ]  |
| janvier            | Tom Thibodeau (Bulls de Chicago) (1/1)  | George Karl (Nuggets de Denver) (1/2)           | [ 100 ] |
| février            | Erik Spoelstra (Heat de Miami) (1/2)    | Lionel Hollins (Grizzlies de Memphis) (2/2)     | [ 101 ] |
| mars               | Erik Spoelstra (Heat de Miami) (2/2)    | George Karl (Nuggets de Denver) (2/2)           | [ 102 ] |
| avril              | Mike Woodson (Knicks de New York) (1/1) | Mike D'Antoni (Lakers de Los Angeles) (1/1)     | [ 103 ] |